# Klasa okręgowa (grupa opolska II)
Klasa okręgowa (grupa opolska II) – jedna z dwóch na terenie województwa opolskiego klas okręgowych, stanowiąca pośredni szczebel rozgrywkowy między IV ligą a klasą A. Stanowi tzw. VI ligę w rozgrywkach krajowych.
Zmagania w jej ramach toczą się cyklicznie systemem kołowym. Zwycięzcy grupy uzyskują awans do IV ligi opolskiej, zaś najsłabsze zespoły relegowane są do poszczególnych grup klas A. Zarządzana przez – działający w imieniu Polskiego Związku Piłki Nożnej – Opolski Związek Piłki Nożnej.

## Ostatni zwycięzcy
Zwycięzcy tej ligi w ostatnich kilku latach (awans do IV ligi):
- 2023 – LZS Domaszkowice
- 2022 – LZS Walce
- 2021 – Korona Krępna
- 2020 – LZS Walce
- 2019 – GKS Głuchołazy
- 2018 – Pogoń Prudnik
- 2017 – Piast Strzelce Opolskie
- 2016 – KS Krapkowice
- 2015 – LZS Starowice
- 2014 – Racławia Racławice Śląskie
- 2013 – Otmęt Krapkowice
- 2012 – Chemik Kędzierzyn-Koźle
- 2011 – Czarni Otmuchów
- 2010 – Pogoń Prudnik
- 2009 – Polonia Głubczyce
- 2008 – Victoria Cisek
- 2007 – Ruch Zdzieszowice
- 2006 – Start Bogdanowice

## Sezon 2017/2018
| Lp. | Drużyna                    | M  | Z  | R  | P  | Bramki | Bramki | Różn. | Pkt | Uwagi                     | Bezpośrednio |
| --- | -------------------------- | -- | -- | -- | -- | ------ | ------ | ----- | --- | ------------------------- | ------------ |
| 1   | Pogoń Prudnik (M) (A)      | 30 | 21 | 3  | 6  | 73     | 21     | +52   | 66  | Awans do IV ligi          |              |
| 2   | LZS Walce (B)              | 30 | 18 | 4  | 8  | 81     | 49     | +32   | 58  | Baraże o awans do IV ligi |              |
| 3   | Orzeł Źlinice              | 30 | 17 | 7  | 6  | 70     | 47     | +23   | 58  |                           |              |
| 4   | GKS Głuchołazy             | 30 | 16 | 4  | 10 | 79     | 64     | +15   | 52  |                           |              |
| 5   | Racławia Racławice Śląskie | 31 | 13 | 6  | 12 | 54     | 57     | −3    | 45  |                           |              |
| 6   | Naprzód Ujazd Niezdrowice  | 30 | 12 | 7  | 11 | 61     | 54     | +7    | 43  |                           |              |
| 7   | LZS Racławiczki            | 30 | 13 | 4  | 13 | 67     | 64     | +3    | 43  |                           |              |
| 8   | Orzeł Branice              | 30 | 11 | 9  | 10 | 52     | 53     | −1    | 42  |                           |              |
| 9   | Victoria Cisek             | 30 | 12 | 6  | 12 | 69     | 67     | +2    | 42  |                           |              |
| 10  | LZS Przywory               | 30 | 11 | 6  | 13 | 54     | 62     | −8    | 39  |                           |              |
| 11  | GLKS Kietrz                | 30 | 9  | 12 | 9  | 47     | 52     | −5    | 39  |                           |              |
| 12  | LZS Bodzanów               | 30 | 9  | 10 | 11 | 50     | 60     | −10   | 37  |                           |              |
| 13  | Odra II Opole1             | 30 | 10 | 5  | 15 | 67     | 65     | +2    | 35  | Drużyna wycofana          |              |
| 14  | Porawie II Większyce (S)   | 30 | 8  | 4  | 18 | 50     | 93     | −43   | 28  | Spadek do klasy A         |              |
| 15  | LZS Jędrzychów (S)         | 30 | 7  | 6  | 17 | 45     | 73     | −28   | 27  | Spadek do klasy A         |              |
| 16  | Czarni Otmuchów (S)        | 30 | 4  | 6  | 20 | 40     | 78     | −38   | 18  | Spadek do klasy A         |              |